# Sant Esteve de Vilobí
Sant Esteve de Vilobí és una església del municipi de Vilobí d'Onyar. S'emmarca dins de la tradició postbarroca de la segona meitat del segle xviii. (Selva) Forma part de l'Inventari del Patrimoni Arquitectònic de Catalunya.
Està dedicada al patró del poble, Sant Esteve màrtir, i també hi reben veneració dos beats màrtirs de la parròquia.

## Descripció
El temple va ser construït al segle xviii sobre l'antiga capella romànica del castell, que ocuparia el lloc de l'actual presbiteri. És un edifici de planta de creu llatina amb capelles laterals i absis carrat. Presenta coberta de voltes separades per arcs de mig punt i a la zona del transcepte hi ha una volta de quatre punts. Destaca la portalada de pedra amb porta d'arc carpanell flanquejada per pilastres d'ordre compost, amb un fris amb la data inscrita de 1772, que sosté quatre gerres en relleu i una fornícula al centre amb la imatge de sant Esteve. La part superior d'aquest conjunt escultòric es troba en força mal estat per l'erosió de la pedra. Al centre de la façana s'obre un ull de bou i, a banda i banda, unes finestres rectangulars. El coronament és un fris curvilíni rematat per quatre gerros i una creu central.
El campanar va ser bastit sobre una de les quatre torres del castell. En la part més baixa és de planta quadrada i amb parament de pedra volcànica, per passar a una planta octogonal de carreus ben escairats feta de pedra numulítica de Girona. El model que es va seguir és el del campanar de Vilanova (1670) projectat per l'arquitecte fra Josep de la Concepció que va tenir una gran difusió. És de dos pisos, oberts amb un total de 16 finestrals apuntats, balustrada i cobert per una cúpula apuntada.
El parament és de maçoneria amb els àngles amb carreus ben escairats i la façana presenta arrebossat pintat de groc. Al costat esquerre hi ha adossada una construcció de planta rectangular i un sol pis que data de l'any 1934 i va ser bastida com a casal parroquial. És una construcció senzilla de composició molt equilibrada de rajol vist que presenta obertures rectangulars amb arcs de descàrrega. Al costat dret hi ha un cos adossat que és l'actual sagristia.

## Història
La primera notícia documental sobre l'església de Vilobí és del 1064. Era, de fet, la capella del castell de Vilobí d'Onyar que, degut al creixement de la parròquia, era insuficient per a celebrar-hi els oficis religiosos.
La iniciativa de la construcció del nou temple va ser del Domingo Gañete, rector de Vilobí entre els anys 1753 i 1767, que ho proposà l'any 1758. El dia 21 d'octubre de 1759 es va col·locar la primera pedra. De la construcció i dels esforços realitzats per acabar tot l'edifici, n'hi ha constància documental. No es coneix l'arquitecte responsable del disseny de la nova església, però podria ser Ignasi Albrador, o bé, Narcís Soriano, per la similitud de la portalada amb la de la Casa de Misericòrida i Hospici de Girona (1774) obra de la qual són els autors.
Entre 1759 i 1773, es construí bona part de l'edifici i s'obrí al culte. El campanar, tot i haver-se iniciat conjuntament, quedà relegat a un segon pla per donar prioritat a la construcció de l'església. El 1783 es comença a edificar el primer pis sobre l'antiga torre del castell, però les obres van estar interrompudes fins a l'any 1789, any en què s'inicia un plet pel pagament de les obres que durà 5 anys. L'arquitecte encarregat de fer l'informe va ser Francesc Soriano que també fou l'encarregat d'acabar el projecte. A partir del 1794 es recomencen les obres que no van finalitzar fins al 1858 amb el coronament del campanar i la col·locació de la cornisa i els cinc gerros que rematen la façana del temple.
El cos adossat al costat dret del temple que avui és la sagristia, havia estat al segle xviii el que es coneix com l'Estudi Vell, és a dir, el local on s'impartien les classes en l'època en què l'educació anava a càrrec de l'ésglésia.
El novembre de 1934 es va adossar al mur nord-oest, on hi havia l'antic cementiri, el local del casal parroquial que ha estat restaurat el 2002 i actualment és la seu de Càritas.
L'any 1936 el temple va ser incendiat i després de la guerra va ser rehabilitat per l'arquitecte Ignasi Bosch i el constructor Pere Astort. El retaule actual de l'altar major data de l'any 1955.
El 1999 va ser restaurat el campanar, amb una subvencio del Departament de Cultura de la Generalitat.